# LY294002
LY294002 (2-морфолин-4-ил-8-фенилхромен-4-он, 2-(4-морфолинил)-8-фенил-4H-1-бензопиран-4-он) — органическое соединение, специфический ингибитор клеточных фосфоинозитид-3-киназ. IC50 около 1,4 μМ. 